# Пустунка
«Пустунка» (італ. Monella; інша назва «Фривольна Лола», Frivolous Lola) — італійський еротичний фільм режисера Тінто Брасса. Фільм знімався в Італії, у регіоні Ломбардія, неподалік Мантуї. Прем'єра фільму відбулася в Туреччині 26 червня 1998 року.

## Сюжет фільму
Дія фільму відбувається в невеликому провінційному містечку північної Італії в 1950-х роках. Молоді люди — дівчина Лола і юнак Мазетто з дитинства дружать і збираються одружитися. Мазетто не хоче позбавляти Лолу невинності доти, поки вони не одружені. Але Лола нетерпляча і не хоче залишатися в цнотливості до шлюбної ночі. Перш ніж вступити у шлюб, вона хоче переконатися, що Мазетто — хороший коханець, і робить все, щоб зламати несучасні моральні підвалини Мазетто і спокусити його ...

## Цікаві факти
Тінто Брас зустрів виконавицю головної ролі у фільмі — Анну Амміраті, при випадковій автоаварії. Режисер на своєму автомобілі врізався в неї, коли Анна проїжджала на велосипеді. Хоча Анна при аварії не постраждала, але вона жартома сказала Тінто, що, якщо він кине її у своєму останньому фільмі, вона повідомить про нього поліції.11[джерело?]

## В ролях
- Анна Амміраті — Лола — головна роль
- Макс Пароді
- Сюзанна Мартінкова — Мішель
- Патрік Мовер — Андре
- Франческа Нунці — Вілма
- Серена Гранді — Заїра
- Вітторіо Аттене — Джинетто
- Осіріде Певарелло
- Лаура Троттер — Кармеліна
- Карло Реалі — Тоні
- Мауріціо Пруденці — Рімо
- Альберто Капоне — Джилдо
- Антоніо Салінес
- Маріо Пароді
- Роберта Фіорентіні
- Тінто Брас — диригент (немає в титрах)